# Seznam krajev Unescove svetovne dediščine v Zimbabveju
Svetovna dediščina Organizacije Združenih narodov za izobraževanje, znanost in kulturo (UNESCO) je pomembna za kulturno ali naravno dediščino, kot je opisano v Unescovi konvenciji o svetovni dediščini, ustanovljeni leta 1972. Kulturna dediščina je sestavljena iz spomenikov (kot so arhitekturna dela, monumentalne skulpture ali napisi), skupin stavb in najdišč (vključno z arheološkimi najdišči). Naravne značilnosti (ki jih sestavljajo fizične in biološke formacije), geološke in fiziografske formacije (vključno z habitati ogroženih vrst živali in rastlin) ter naravna območja, ki so pomembna z vidika znanosti, ohranjanja narave ali naravnih lepot, so opredeljena kot naravna dediščina. Zimbabve je konvencijo sprejel 16. avgusta 1982. V Zimbabveju je pet območij svetovne dediščine, dve pa sta na poskusnem seznamu.
Prvo območje v Zimbabveju, ki je bilo vpisano na seznam, je bil narodni park Mana Pools, safari območja Sapi in Chewore leta 1984. Najnovejše območje na seznamu je bilo hribovje Matobo leta 2003. Tri območja v Zimbabveju so na seznamu zaradi svojih kulturnih in dve zaradi svojih naravnih znamenitosti. Mosi-oa-Tunya / Viktorijini slapovi so nadnacionalno območje, ki si ga deli z Zambijo. Zimbabve je bil dvakrat član Odbora za svetovno dediščino.

## Območja svetovne dediščine
UNESCO uvršča območja na seznam po desetih merilih; vsak vpis mora izpolnjevati vsaj eno od meril. Merila od i do vi so kulturna, merila od vii do x pa naravna.
| Ime                                                         | Slika                                        | Lokacija (provinca) | Leto vpisa | UNESCO data                   | Opis |
| ----------------------------------------------------------- | -------------------------------------------- | ------------------- | ---------- | ----------------------------- | --- |
| Mana Pools National Park, Sapi in območje Chewore Safari    | Trees growing on a river island              | Mashonaland West    | 1984       | 302; vii, ix, x (naravno)     | To območje obsega tri sosednja zavarovana območja vzdolž reke Zambezi. Mana Pools so nekdanji rečni kanali, ki so nastali z aluvialnimi nanosi. V sušnem obdobju so poplavne ravnice pomembno zatočišče za velike sesalce, med njimi afriški slon, veliki povodni konj, kafrski bivol, elipsasta obvodna antilopa in zebra, ter plenilci, kot so lev, leopard, gepard in nilski krokodil. V času vpisa so tu živeli vzhodni črni nosorogi, preostale živali pa so od takrat preselili na varno drugam.                                                                 |
| Veliki Zimbabwe                                             | Ruins in stone, a wall and a tower           | Masvingo            | 1986       | 364; i, iii, vi (kulturno)    | Veliki Zimbabve so v 11. stoletju ustanovili Bantu Šoni. Na vrhuncu v 14. stoletju je mesto imelo 10.000 prebivalcev in je bilo pomembno regionalno središče s trgovskimi povezavami s Kitajsko, Perzijo in Kilva Sultanatom na vzhodni obali Afrike. Zaradi prenaseljenosti in krčenja gozdov je bilo okoli leta 1450 zapuščeno, oblast pa se je preusmerila v Khami. Arheološki kompleks obsega Veliko ograjo, ruševine na hribu in ruševine v dolini. V ruševinah so našli šest stebrov z zimbabvejskimi pticami.                                                   |
| Nacionalni spomenik ruševin Khami                           | Ruins of a settlement in dry stone           | Matabeleland North  | 1986       | 365; iii, iv (kulturno)       | Khami je bil prestolnica rodbine Torva med približno 1450 in približno 1650, potem ko je bil Veliki Zimbabve opuščen. Tako kot slednji je bil zgrajen s tehniko suhozida in v podobnem arhitekturnem slogu. Bil je pomembno regionalno središče trgovine, med arheološkimi ostanki pa so našli porcelan iz Kitajske in Španije. Zapuščen je bil v 19. stoletju. Ker najdišča niso uničili lovci na zaklade, ponuja pomemben vpogled v zgodovino regije. |
| Viktorijini slapovi\|Mosi-oa-Tunya / Viktorijini slapovi]]* | Massive waterfall, photo from above          | Matabeleland North  | 1989       | 509; vii, viii (naravno)      | Ob meji med Zimbabvejem in Zambijo reka Zambezi ustvarja ogromen slap, širok 1708 m in najvišjo višino 108 m. Reka nato teče skozi vrsto ozkih sotesk, vrezanih v bazaltno skalo. Padajoča voda ustvarja meglice, ki jih je mogoče videti več deset kilometrov stran. Soteske in rečni otoki služijo kot gnezdišča za ogroženega sokola taita (Falco fasciinucha) in kafrskega orla (Aquila verreauxii). |
| Narodni park Matobo                                         | Rock formation with several balancing stones | Matabeleland South  | 2003       | 306rev; iii, v, vi (kulturno) | Hribi Matobo se ponašajo s številnimi granitnimi reliefnimi oblikami, ki so nastale v milijonih let erozije (na sliki je osamelec mati in otrok). Ljudje so to območje naseljevali vsaj 500.000 let in so na različne načine vplivali na reliefne oblike. Obstajajo skalne poslikave, stare vsaj 13.000 let, ki predstavljajo eno najgostejših koncentracij skalne umetnosti v južni Afriki. Arheološki ostanki in skalna umetnost ponazarjajo življenje ljudi, ki so se prehranjevali s hrano, in prehod v kmetijsko družbo. Območje je še vedno središče vere Mvari. |

## Poskusni seznam
Poleg lokacij, vpisanih na Seznam svetovne dediščine, lahko države članice vodijo seznam predhodnih lokacij, ki jih lahko upoštevajo za nominacijo. Nominacije za Seznam svetovne dediščine so sprejete le, če je bila lokacija že prej uvrščena na predhoden seznam.[10] Zimbabve ima na svojem predhodnem seznamu dve lokaciji. Zimbabwe maintains two properties on its tentative list.
| Ime                      | Slika                          | Lokacija           | Leto vpisa | UNESCO kriterij        | Opis |
| ------------------------ | ------------------------------ | ------------------ | ---------- | ---------------------- | --- |
| Nacionalni spomenik Ziva | Stone ruins under trees        | Manicaland         | 1997       | iii, iv, v (kulturno)  | Ziva je arheološko najdišče z najdbami, ki segajo od kamene dobe do zgodovinskih časov. Tu so ostanki lovsko-nabiralniških družb, najdišča skalnih poslikav, ostanki naselij kmetijskih družb, gradišča, ograjeni prostori in ostanki talilnic železa.                                                                                                  |
| Naletale                 | Remains of a wall in dry stone | Matabeleland North | 2018       | ii, iii, iv (kulturno) | Ta nominacija zajema več skupin naselij s suhozidi. Izvirajo iz 16. do 18. stoletja. Čeprav niso tako monumentalni kot stavbe v Velikem Zimbabveju ali Khamiju, so zidovi v Naletalu znani po svoji arhitekturni prefinjenosti z lepo ornamentiko. Prebivalci Naletala so trgovali s Portugalci in menjali zlato za predmete, kot je kitajski porcelan. |